# Санта-Крус-де-Янгуас
Санта-Крус-де-Янгуас (ісп. Santa Cruz de Yanguas) — муніципалітет в Іспанії, у складі автономної спільноти Кастилія-і-Леон, у провінції Сорія. Населення — 68 осіб (2010).
Муніципалітет розташований на відстані близько 210 км на північний схід від Мадрида, 33 км на північ від Сорії.
На території муніципалітету розташовані такі населені пункти: (дані про населення за 2010 рік)
- Санта-Крус-де-Янгуас: 48 осіб
- Вальдекантос: 0 осіб
- Вільяртосо: 20 осіб

## Демографія
Динаміка населення (INE ):

## Галерея зображень

Розташування муніципалітету Санта-Крус-де-Янгуас
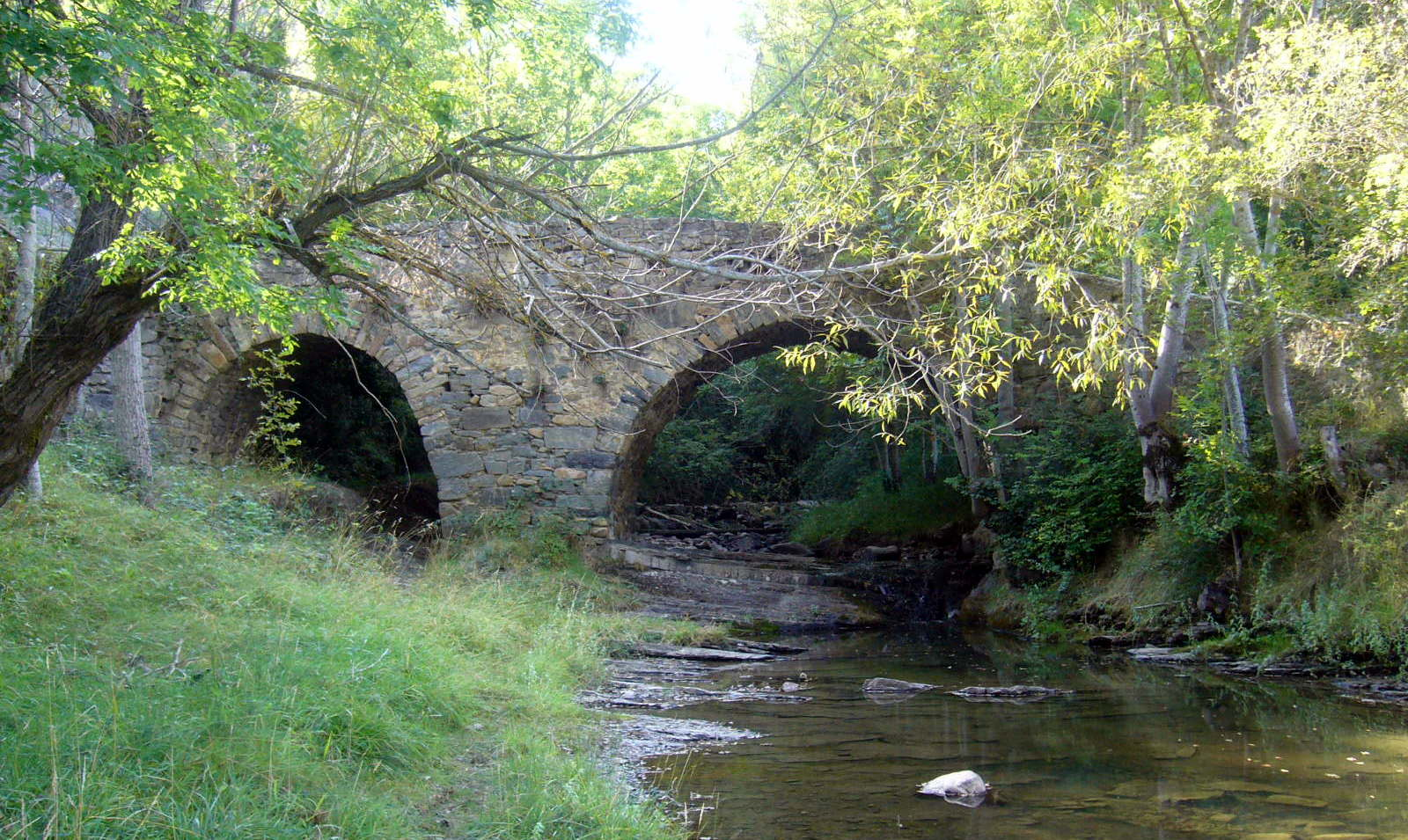
Міст через річку Баос